# La Fièvre de l'or (film, 1982)
Pour les articles homonymes, voir La Fièvre de l'or.
Pour plus de détails, voir Fiche technique et Distribution.
La Fièvre de l'or (Mother Lode) est un film américain réalisé par Charlton Heston, sorti en 1982.
Le film suit deux apprentis aventuriers qui vont faire la connaissance d'un rustre et inquiétant exploitant de mine convaincu de posséder un gisement d'or implanté dans ses interminables galeries souterraines.

## Synopsis
Lorsque son mari George disparaît après un vol dans la nature sauvage au nord de la Colombie-Britannique à la recherche d'or, Andrea Spalding contacte Jean Dupré pour obtenir de l'aide. Ils louent ainsi un Cessna 206 de la compagnie Molyco puis atterrissent dans un aéronef.
Ensemble, Dupré et Spalding se lancent dans une recherche dans un DHC-2 Beaver délabré de Havilland Canada. En chemin, ils se remettent d'une panne mécanique et rencontrent le pêcheur indigène Elijah, qui les exhorte vivement à rester à l'écart de Headwater sous peine de malédiction.
À son arrivée à Headwater, Dupré écrase accidentellement l'avion lors de l'atterrissage sur l'eau, mais lui et Spalding survivent, secoués mais indemnes. À partir de là, les deux hommes se sont impliqués dans des activités suspectes avec Silas McGee, un prospecteur et ermite déterminé à protéger sa mine d'argent. Rencontrant son frère, Ian McGee, leur recherche se transforme peu à peu en un mystère et une aventure impliquant des personnages aussi fourbe que cupides et dont le meurtre est l réponse à tous leurs problème. Lorsque Dupré découvre l'avion Mollyco dans lequel George Spalding a été vu pour la dernière fois, submergé dans un lac, les chercheurs apprennent finalement la vérité sur la disparition de Spalding.

## Fiche technique
- Titre français : La Fièvre de l'or
- Titre original : Mother Lode
- Réalisation : Charlton Heston
- Scénario : Fraser C. Heston
- Musique : Kenneth Wannberg
- Photographie : Richard Leiterman
- Montage : Eric Boyd-Perkins
- Production : Fraser C. Heston
- Société de production et de distribution : Agamemnon Films
- Pays :  États-Unis
- Langue : Anglais
- Format : Couleur - Mono - 35 mm - 2.35:1
- Genre : Aventures
- Durée : 103 min
- Date de sortie : 1982
- Affiche : Michel Landi (France)

## Distribution
- Nick Mancuso (VF : Richard Darbois) : Jean Dupre
- Charlton Heston (VF : Georges Aminel) : Silas McGee / Ian McGee
- Kim Basinger (VF : Brigitte Morisan) : Andrea Spalding
- John Marley (VF : Claude Joseph) : Elijha
- Dale Wilson (VF : Jean Roche) : Gerrard Elliot

## Anecdotes
- Seconde réalisation pour Charlton Heston dix ans après Antoine et Cléopâtre. Il s'agit également de sa dernière réalisation cinématographique.
- Le rôle de Jean était au départ prévu pour James Brolin.
- Le crash d'avion que subissent les deux protagonistes au début du film n'était pas prévu dans le script et l'avion s'écrase réellement comme tel. Heureusement, le pilote en sortit indemne.